# París-Niça 2023
La París-Niça 2023 fou la 81a edició de la cursa ciclista per etapes París-Niça. La cursa es disputà entre el 5 i el 12 de març de 2023 sobre un recorregut de 1.089 quilòmetres, repartits entre vuit etapes. La cursa formava part de UCI World Tour 2023.
El vencedor final fou l'eslovè Tadej Pogačar (UAE Team Emirates), que s'imposà per gairebé un minut al segon classificat, el francès David Gaudu (Groupama-FDJ). Jonas Vingegaard (Jumbo-Visma) completà el podi. Pogačar guanyà tres etapes i la classificació dels joves i per punts.

## Equips
Vint-i-dos equips prendran part en aquesta edició de la París-Niça, els 18 equips World Tour i quatre equips UCI ProTeams.
| WorldTeams (18)- AG2R Citroën Team - Alpecin-Deceuninck - Astana Qazaqstan Team - Bora-Hansgrohe - EF Education-EasyPost - Groupama-FDJ - Ineos Grenadiers - Intermarché-Circus-Wanty - Jumbo-Visma - Movistar Team - Soudal Quick-Step - Arkéa-Samsic - Bahrain Victorious - Cofidis - Team DSM - Team Jayco AlUla - Trek-Segafredo - UAE Team Emirates ProTeams (4)- Lotto Dstny - TotalEnergies - Israel-Premier Tech - Uno-X Pro Cycling Team |
| |

## Etapes
| Etapa    | Data       | Ciutats d'etapa                                     | type                      | Distància (km) | Desnivell (m) | Vencedor de l'etapa | Líder de la general |
| -------- | ---------- | --------------------------------------------------- | ------------------------- | -------------- | ------------- | ------------------- | ------------------- |
| 1a etapa | 5 de març  | La Verrière – La Verrière                           | etapa accidentada         | 169,4          | 1.405 m       | Tim Merlier         | Tim Merlier         |
| 2a etapa | 6 de març  | Bazainville – Fontainebleau                         | etapa plana               | 163,7          | 815 m         | Mads Pedersen       | Mads Pedersen       |
| 3a etapa | 7 de març  | Dampierre-en-Burly – Dampierre-en-Burly             | contrarellotge per equips | 32,2           | 146 m         | Jumbo-Visma         | Magnus Cort Nielsen |
| 4a etapa | 8 de març  | Saint-Amand-Montrond – La Loge des Gardes           | etapa de mitja muntanya   | 164,7          | 2.470 m       | Tadej Pogačar       | Tadej Pogačar       |
| 5a etapa | 9 de març  | Saint-Symphorien-sur-Coise – Sent Paul de Tricastin | etapa accidentada         | 212,4          | 1.958 m       | Olav Kooij          | Tadej Pogačar       |
| 6a etapa | 10 de març | Torvas – La Còla de Lop                             | etapa accidentada         | 197,4          | 1.216 m       | etapa cancel·lada   | Tadej Pogačar       |
| 7a etapa | 11 de març | Niça – Coll de la Couillole                         | etapa de muntanya         | 142,9          | 3.554 m       | Tadej Pogačar       | Tadej Pogačar       |
| 8a etapa | 12 de març | Niça – Niça                                         | etapa de muntanya         | 118,4          | 2.465 m       | Tadej Pogačar       | Tadej Pogačar       |

### 1a etapa
La Verrière - La Verrière, 5 de març, 169,4 km
| \| Classificació de l'etapa \| Classificació de l'etapa \| Classificació de l'etapa \| Classificació de l'etapa \| Classificació de l'etapa \| \| Corredor \| Corredor \| Equip \| Temps \| \| \| ------------------------ \| ------------------------ \| ------------------------ \| ------------------------ \| ------------------------ \| \| 1r \| Tim Merlier \| Soudal Quick-Step \| 3h 50' 52" \| \| \| 2n \| Sam Bennett \| Bora-Hansgrohe \| + 0" \| \| \| 3r \| Mads Pedersen \| Trek-Segafredo \| + 0" \| \| \| 4t \| Olav Kooij \| Jumbo-Visma \| + 0" \| \| \| 5è \| Arnaud De Lie \| Lotto Dstny \| + 0" \| \| \| 6è \| Michael Matthews \| Team Jayco AlUla \| + 0" \| \| \| 7è \| Bryan Coquard \| Cofidis \| + 0" \| \| \| 8è \| Iván García Cortina \| Movistar Team \| + 0" \| \| \| 9è \| Kaden Groves \| Alpecin-Deceuninck \| + 0" \| \| \| 10è \| Arnaud Démare \| Groupama-FDJ \| + 0" \| \| |                     |                    |            |
| |                     |                    |            |
| Font: ProCyclingStats |                     |                    |            |
| Classificació de l'etapa |                     |                    |            |
| Corredor | Corredor            | Equip              | Temps      |
| 1r | Tim Merlier         | Soudal Quick-Step  | 3h 50' 52" |
| 2n | Sam Bennett         | Bora-Hansgrohe     | + 0"       |
| 3r | Mads Pedersen       | Trek-Segafredo     | + 0"       |
| 4t | Olav Kooij          | Jumbo-Visma        | + 0"       |
| 5è | Arnaud De Lie       | Lotto Dstny        | + 0"       |
| 6è | Michael Matthews    | Team Jayco AlUla   | + 0"       |
| 7è | Bryan Coquard       | Cofidis            | + 0"       |
| 8è | Iván García Cortina | Movistar Team      | + 0"       |
| 9è | Kaden Groves        | Alpecin-Deceuninck | + 0"       |
| 10è | Arnaud Démare       | Groupama-FDJ       | + 0"       |

| \| Classificació general \| Classificació general \| Classificació general \| Classificació general \| Classificació general \| \| Corredor \| Corredor \| Equip \| Temps \| \| \| --------------------- \| --------------------- \| --------------------- \| --------------------- \| --------------------- \| \| 1r \| Tim Merlier \| Soudal Quick-Step \| 3h 50' 52" \| \| \| 2n \| Sam Bennett \| Bora-Hansgrohe \| + 4" \| \| \| 3r \| Tadej Pogačar \| UAE Team Emirates \| + 4" \| \| \| 4t \| Mads Pedersen \| Trek-Segafredo \| + 6" \| \| \| 5è \| Pierre Latour \| TotalEnergies \| + 6" \| \| \| 6è \| Dorian Godon \| AG2R Citroën Team \| + 8" \| \| \| 7è \| Olav Kooij \| Jumbo-Visma \| + 10" \| \| \| 8è \| Arnaud De Lie \| Lotto Dstny \| + 10" \| \| \| 9è \| Michael Matthews \| Team Jayco AlUla \| + 10" \| \| \| 10è \| Bryan Coquard \| Cofidis \| + 10" \| \| |                  |                   |            |
| |                  |                   |            |
| Font: ProCyclingStats |                  |                   |            |
| Classificació general |                  |                   |            |
| Corredor | Corredor         | Equip             | Temps      |
| 1r | Tim Merlier      | Soudal Quick-Step | 3h 50' 52" |
| 2n | Sam Bennett      | Bora-Hansgrohe    | + 4"       |
| 3r | Tadej Pogačar    | UAE Team Emirates | + 4"       |
| 4t | Mads Pedersen    | Trek-Segafredo    | + 6"       |
| 5è | Pierre Latour    | TotalEnergies     | + 6"       |
| 6è | Dorian Godon     | AG2R Citroën Team | + 8"       |
| 7è | Olav Kooij       | Jumbo-Visma       | + 10"      |
| 8è | Arnaud De Lie    | Lotto Dstny       | + 10"      |
| 9è | Michael Matthews | Team Jayco AlUla  | + 10"      |
| 10è | Bryan Coquard    | Cofidis           | + 10"      |

### 2a etapa
Bazainville - Fontainebleau, 6 de març, 163,7 km
| \| Classificació de l'etapa \| Classificació de l'etapa \| Classificació de l'etapa \| Classificació de l'etapa \| Classificació de l'etapa \| \| Corredor \| Corredor \| Equip \| Temps \| \| \| ------------------------ \| ------------------------ \| ------------------------ \| ------------------------ \| ------------------------ \| \| 1r \| Mads Pedersen \| Trek-Segafredo \| 3h 28' 57" \| \| \| 2n \| Olav Kooij \| Jumbo-Visma \| + 0" \| \| \| 3r \| Magnus Cort Nielsen \| EF Education-EasyPost \| + 0" \| \| \| 4t \| Daniel McLay \| Arkéa-Samsic \| + 0" \| \| \| 5è \| Lionel Taminiaux \| Alpecin-Deceuninck \| + 0" \| \| \| 6è \| Michael Matthews \| Team Jayco AlUla \| + 0" \| \| \| 7è \| Marijn van den Berg \| EF Education-EasyPost \| + 0" \| \| \| 8è \| Cees Bol \| Astana Qazaqstan Team \| + 0" \| \| \| 9è \| Alexis Renard \| Cofidis \| + 0" \| \| \| 10è \| Arnaud Démare \| Groupama-FDJ \| + 0" \| \| |                     |                       |            |
| |                     |                       |            |
| Font: ProCyclingStats |                     |                       |            |
| Classificació de l'etapa |                     |                       |            |
| Corredor | Corredor            | Equip                 | Temps      |
| 1r | Mads Pedersen       | Trek-Segafredo        | 3h 28' 57" |
| 2n | Olav Kooij          | Jumbo-Visma           | + 0"       |
| 3r | Magnus Cort Nielsen | EF Education-EasyPost | + 0"       |
| 4t | Daniel McLay        | Arkéa-Samsic          | + 0"       |
| 5è | Lionel Taminiaux    | Alpecin-Deceuninck    | + 0"       |
| 6è | Michael Matthews    | Team Jayco AlUla      | + 0"       |
| 7è | Marijn van den Berg | EF Education-EasyPost | + 0"       |
| 8è | Cees Bol            | Astana Qazaqstan Team | + 0"       |
| 9è | Alexis Renard       | Cofidis               | + 0"       |
| 10è | Arnaud Démare       | Groupama-FDJ          | + 0"       |

| \| Classificació general \| Classificació general \| Classificació general \| Classificació general \| Classificació general \| \| Corredor \| Corredor \| Equip \| Temps \| \| \| --------------------- \| --------------------- \| --------------------- \| --------------------- \| --------------------- \| \| 1r \| Mads Pedersen \| Trek-Segafredo \| 7h 19' 35" \| \| \| 2n \| Tadej Pogačar \| UAE Team Emirates \| + 2" \| \| \| 3r \| Tim Merlier \| Soudal Quick-Step \| + 4" \| \| \| 4t \| Olav Kooij \| Jumbo-Visma \| + 8" \| \| \| 5è \| Sam Bennett \| Bora-Hansgrohe \| + 8" \| \| \| 6è \| Michael Matthews \| Team Jayco AlUla \| + 10" \| \| \| 7è \| Magnus Cort Nielsen \| EF Education-EasyPost \| + 10" \| \| \| 8è \| Pierre Latour \| TotalEnergies \| + 10" \| \| \| 9è \| Dorian Godon \| AG2R Citroën Team \| + 12" \| \| \| 10è \| Nathan Van Hooydonck \| Jumbo-Visma \| + 12" \| \| |                      |                       |            |
| |                      |                       |            |
| Font: ProCyclingStats |                      |                       |            |
| Classificació general |                      |                       |            |
| Corredor | Corredor             | Equip                 | Temps      |
| 1r | Mads Pedersen        | Trek-Segafredo        | 7h 19' 35" |
| 2n | Tadej Pogačar        | UAE Team Emirates     | + 2"       |
| 3r | Tim Merlier          | Soudal Quick-Step     | + 4"       |
| 4t | Olav Kooij           | Jumbo-Visma           | + 8"       |
| 5è | Sam Bennett          | Bora-Hansgrohe        | + 8"       |
| 6è | Michael Matthews     | Team Jayco AlUla      | + 10"      |
| 7è | Magnus Cort Nielsen  | EF Education-EasyPost | + 10"      |
| 8è | Pierre Latour        | TotalEnergies         | + 10"      |
| 9è | Dorian Godon         | AG2R Citroën Team     | + 12"      |
| 10è | Nathan Van Hooydonck | Jumbo-Visma           | + 12"      |

### 3a etapa
Dampierre-en-Burly - Dampierre-en-Burly, 7 de març, 32,2 km
| \| Classificació de l'etapa \| Classificació de l'etapa \| Classificació de l'etapa \| Classificació de l'etapa \| Classificació de l'etapa \| \| Corredor \| Corredor \| Equip \| Temps \| \| \| ------------------------ \| ------------------------ \| ------------------------ \| ------------------------ \| ------------------------ \| \| 1r \| Jumbo-Visma \| \| 33' 55" \| \| \| 2n \| EF Education-EasyPost \| \| + 1" \| \| \| 3r \| Team Jayco AlUla \| \| + 4" \| \| \| 4t \| Groupama-FDJ \| \| + 14" \| \| \| 5è \| UAE Team Emirates \| \| + 23" \| \| \| 6è \| Bora-Hansgrohe \| \| + 25" \| \| \| 7è \| Soudal Quick-Step \| \| + 39" \| \| \| 8è \| Trek-Segafredo \| \| + 45" \| \| \| 9è \| Bahrain Victorious \| \| + 47" \| \| \| 10è \| Ineos Grenadiers \| \| + 48" \| \| |                       |       |         |
| |                       |       |         |
| Font: ProCyclingStats |                       |       |         |
| Classificació de l'etapa |                       |       |         |
| Corredor | Corredor              | Equip | Temps   |
| 1r | Jumbo-Visma           |       | 33' 55" |
| 2n | EF Education-EasyPost |       | + 1"    |
| 3r | Team Jayco AlUla      |       | + 4"    |
| 4t | Groupama-FDJ          |       | + 14"   |
| 5è | UAE Team Emirates     |       | + 23"   |
| 6è | Bora-Hansgrohe        |       | + 25"   |
| 7è | Soudal Quick-Step     |       | + 39"   |
| 8è | Trek-Segafredo        |       | + 45"   |
| 9è | Bahrain Victorious    |       | + 47"   |
| 10è | Ineos Grenadiers      |       | + 48"   |

| \| Classificació general \| Classificació general \| Classificació general \| Classificació general \| Classificació general \| \| Corredor \| Corredor \| Equip \| Temps \| \| \| --------------------- \| --------------------- \| --------------------- \| --------------------- \| --------------------- \| \| 1r \| Magnus Cort Nielsen \| EF Education-EasyPost \| \| \| \| 2n \| Nathan Van Hooydonck \| Jumbo-Visma \| + 1" \| \| \| 3r \| Michael Matthews \| Team Jayco AlUla \| + 3" \| \| \| 4t \| Jan Tratnik \| Jumbo-Visma \| + 3" \| \| \| 5è \| Jonas Vingegaard \| Jumbo-Visma \| + 3" \| \| \| 6è \| Simon Yates \| Team Jayco AlUla \| + 7" \| \| \| 7è \| Neilson Powless \| EF Education-EasyPost \| + 8" \| \| \| 8è \| Tobias Foss \| Jumbo-Visma \| + 8" \| \| \| 9è \| Kelland O'Brien \| Team Jayco AlUla \| + 11" \| \| \| 10è \| Tadej Pogačar \| UAE Team Emirates \| + 14" \| \| |                      |                       |       |
| |                      |                       |       |
| Font: ProCyclingStats |                      |                       |       |
| Classificació general |                      |                       |       |
| Corredor | Corredor             | Equip                 | Temps |
| 1r | Magnus Cort Nielsen  | EF Education-EasyPost |       |
| 2n | Nathan Van Hooydonck | Jumbo-Visma           | + 1"  |
| 3r | Michael Matthews     | Team Jayco AlUla      | + 3"  |
| 4t | Jan Tratnik          | Jumbo-Visma           | + 3"  |
| 5è | Jonas Vingegaard     | Jumbo-Visma           | + 3"  |
| 6è | Simon Yates          | Team Jayco AlUla      | + 7"  |
| 7è | Neilson Powless      | EF Education-EasyPost | + 8"  |
| 8è | Tobias Foss          | Jumbo-Visma           | + 8"  |
| 9è | Kelland O'Brien      | Team Jayco AlUla      | + 11" |
| 10è | Tadej Pogačar        | UAE Team Emirates     | + 14" |

### 4a etapa
Saint-Amand-Montrond - La Loge des Gardes, 8 de març, 164,7 km
| \| Classificació de l'etapa \| Classificació de l'etapa \| Classificació de l'etapa \| Classificació de l'etapa \| Classificació de l'etapa \| \| Corredor \| Corredor \| Equip \| Temps \| \| \| ------------------------ \| ------------------------ \| ------------------------ \| ------------------------ \| ------------------------ \| \| 1r \| Tadej Pogačar \| UAE Team Emirates \| 4h 01' 17" \| \| \| 2n \| David Gaudu \| Groupama-FDJ \| + 1" \| \| \| 3r \| Gino Mäder \| Bahrain Victorious \| + 34" \| \| \| 4t \| Aurélien Paret-Peintre \| AG2R Citroën Team \| + 42" \| \| \| 5è \| Kévin Vauquelin \| Arkéa-Samsic \| + 43" \| \| \| 6è \| Jonas Vingegaard \| Jumbo-Visma \| + 43" \| \| \| 7è \| Romain Bardet \| Team DSM \| + 51" \| \| \| 8è \| Daniel Martínez Poveda \| Ineos Grenadiers \| + 51" \| \| \| 9è \| Simon Yates \| Team Jayco AlUla \| + 51" \| \| \| 10è \| Matteo Jorgenson \| Movistar Team \| + 51" \| \| |                        |                    |            |
| |                        |                    |            |
| Font: ProCyclingStats |                        |                    |            |
| Classificació de l'etapa |                        |                    |            |
| Corredor | Corredor               | Equip              | Temps      |
| 1r | Tadej Pogačar          | UAE Team Emirates  | 4h 01' 17" |
| 2n | David Gaudu            | Groupama-FDJ       | + 1"       |
| 3r | Gino Mäder             | Bahrain Victorious | + 34"      |
| 4t | Aurélien Paret-Peintre | AG2R Citroën Team  | + 42"      |
| 5è | Kévin Vauquelin        | Arkéa-Samsic       | + 43"      |
| 6è | Jonas Vingegaard       | Jumbo-Visma        | + 43"      |
| 7è | Romain Bardet          | Team DSM           | + 51"      |
| 8è | Daniel Martínez Poveda | Ineos Grenadiers   | + 51"      |
| 9è | Simon Yates            | Team Jayco AlUla   | + 51"      |
| 10è | Matteo Jorgenson       | Movistar Team      | + 51"      |

| \| Classificació general \| Classificació general \| Classificació general \| Classificació general \| Classificació general \| \| Corredor \| Corredor \| Equip \| Temps \| \| \| --------------------- \| ---------------------- \| --------------------- \| --------------------- \| --------------------- \| \| 1r \| Tadej Pogačar \| UAE Team Emirates \| 11h 55' 00" \| \| \| 2n \| David Gaudu \| Groupama-FDJ \| + 10" \| \| \| 3r \| Jonas Vingegaard \| Jumbo-Visma \| + 44" \| \| \| 4t \| Simon Yates \| Team Jayco AlUla \| + 56" \| \| \| 5è \| Gino Mäder \| Bahrain Victorious \| + 1' 19" \| \| \| 6è \| Romain Bardet \| Team DSM \| + 1' 40" \| \| \| 7è \| Daniel Martínez Poveda \| Ineos Grenadiers \| + 1' 40" \| \| \| 8è \| Matteo Jorgenson \| Movistar Team \| + 1' 42" \| \| \| 9è \| Neilson Powless \| EF Education-EasyPost \| + 1' 44" \| \| \| 10è \| Matteo Sobrero \| Team Jayco AlUla \| + 1' 54" \| \| |                        |                       |             |
| |                        |                       |             |
| Font: ProCyclingStats |                        |                       |             |
| Classificació general |                        |                       |             |
| Corredor | Corredor               | Equip                 | Temps       |
| 1r | Tadej Pogačar          | UAE Team Emirates     | 11h 55' 00" |
| 2n | David Gaudu            | Groupama-FDJ          | + 10"       |
| 3r | Jonas Vingegaard       | Jumbo-Visma           | + 44"       |
| 4t | Simon Yates            | Team Jayco AlUla      | + 56"       |
| 5è | Gino Mäder             | Bahrain Victorious    | + 1' 19"    |
| 6è | Romain Bardet          | Team DSM              | + 1' 40"    |
| 7è | Daniel Martínez Poveda | Ineos Grenadiers      | + 1' 40"    |
| 8è | Matteo Jorgenson       | Movistar Team         | + 1' 42"    |
| 9è | Neilson Powless        | EF Education-EasyPost | + 1' 44"    |
| 10è | Matteo Sobrero         | Team Jayco AlUla      | + 1' 54"    |

### 5a etapa
Saint-Symphorien-sur-Coise - Sent Paul de Tricastin, 9 de març, 212,4 km
| \| Classificació de l'etapa \| Classificació de l'etapa \| Classificació de l'etapa \| Classificació de l'etapa \| Classificació de l'etapa \| \| Corredor \| Corredor \| Equip \| Temps \| \| \| ------------------------ \| ------------------------ \| ------------------------ \| ------------------------ \| ------------------------ \| \| 1r \| Olav Kooij \| Jumbo-Visma \| 5h 19' 54" \| \| \| 2n \| Mads Pedersen \| Trek-Segafredo \| + 0" \| \| \| 3r \| Tim Merlier \| Soudal Quick-Step \| + 0" \| \| \| 4t \| Matteo Trentin \| UAE Team Emirates \| + 0" \| \| \| 5è \| Max Kanter \| Movistar Team \| + 0" \| \| \| 6è \| Bryan Coquard \| Cofidis \| + 0" \| \| \| 7è \| Sam Bennett \| Bora-Hansgrohe \| + 0" \| \| \| 8è \| Arne Marit \| Intermarché-Circus-Wanty \| + 0" \| \| \| 9è \| Hugo Page \| Intermarché-Circus-Wanty \| + 0" \| \| \| 10è \| Cees Bol \| Astana Qazaqstan Team \| + 0" \| \| |                |                          |            |
| |                |                          |            |
| Font: ProCyclingStats |                |                          |            |
| Classificació de l'etapa |                |                          |            |
| Corredor | Corredor       | Equip                    | Temps      |
| 1r | Olav Kooij     | Jumbo-Visma              | 5h 19' 54" |
| 2n | Mads Pedersen  | Trek-Segafredo           | + 0"       |
| 3r | Tim Merlier    | Soudal Quick-Step        | + 0"       |
| 4t | Matteo Trentin | UAE Team Emirates        | + 0"       |
| 5è | Max Kanter     | Movistar Team            | + 0"       |
| 6è | Bryan Coquard  | Cofidis                  | + 0"       |
| 7è | Sam Bennett    | Bora-Hansgrohe           | + 0"       |
| 8è | Arne Marit     | Intermarché-Circus-Wanty | + 0"       |
| 9è | Hugo Page      | Intermarché-Circus-Wanty | + 0"       |
| 10è | Cees Bol       | Astana Qazaqstan Team    | + 0"       |

| \| Classificació general \| Classificació general \| Classificació general \| Classificació general \| Classificació general \| \| Corredor \| Corredor \| Equip \| Temps \| \| \| --------------------- \| ---------------------- \| --------------------- \| --------------------- \| --------------------- \| \| 1r \| Tadej Pogačar \| UAE Team Emirates \| 17h 14' 52" \| \| \| 2n \| David Gaudu \| Groupama-FDJ \| + 6" \| \| \| 3r \| Jonas Vingegaard \| Jumbo-Visma \| + 46" \| \| \| 4t \| Simon Yates \| Team Jayco AlUla \| + 58" \| \| \| 5è \| Gino Mäder \| Bahrain Victorious \| + 1' 21" \| \| \| 6è \| Romain Bardet \| Team DSM \| + 1' 42" \| \| \| 7è \| Daniel Martínez Poveda \| Ineos Grenadiers \| + 1' 42" \| \| \| 8è \| Matteo Jorgenson \| Movistar Team \| + 1' 44" \| \| \| 9è \| Neilson Powless \| EF Education-EasyPost \| + 1' 46" \| \| \| 10è \| Matteo Sobrero \| Team Jayco AlUla \| + 1' 56" \| \| |                        |                       |             |
| |                        |                       |             |
| Font: ProCyclingStats |                        |                       |             |
| Classificació general |                        |                       |             |
| Corredor | Corredor               | Equip                 | Temps       |
| 1r | Tadej Pogačar          | UAE Team Emirates     | 17h 14' 52" |
| 2n | David Gaudu            | Groupama-FDJ          | + 6"        |
| 3r | Jonas Vingegaard       | Jumbo-Visma           | + 46"       |
| 4t | Simon Yates            | Team Jayco AlUla      | + 58"       |
| 5è | Gino Mäder             | Bahrain Victorious    | + 1' 21"    |
| 6è | Romain Bardet          | Team DSM              | + 1' 42"    |
| 7è | Daniel Martínez Poveda | Ineos Grenadiers      | + 1' 42"    |
| 8è | Matteo Jorgenson       | Movistar Team         | + 1' 44"    |
| 9è | Neilson Powless        | EF Education-EasyPost | + 1' 46"    |
| 10è | Matteo Sobrero         | Team Jayco AlUla      | + 1' 56"    |

### 6a etapa
Torvas - La Còla de Lop, 10 de març, 197,4 km
Els forts vents que afectaren el recorregut obligaren a suspendre l'etapa.

### 7a etapa
Niça - Col de la Couillole, 11 de març, 142,9 km
| \| Classificació de l'etapa \| Classificació de l'etapa \| Classificació de l'etapa \| Classificació de l'etapa \| Classificació de l'etapa \| \| Corredor \| Corredor \| Equip \| Temps \| \| \| ------------------------ \| ------------------------ \| ------------------------ \| ------------------------ \| ------------------------ \| \| 1r \| Tadej Pogačar \| UAE Team Emirates \| 3h 56' 08" \| \| \| 2n \| David Gaudu \| Groupama-FDJ \| + 2" \| \| \| 3r \| Jonas Vingegaard \| Jumbo-Visma \| + 6" \| \| \| 4t \| Simon Yates \| Team Jayco AlUla \| + 19" \| \| \| 5è \| Neilson Powless \| EF Education-EasyPost \| + 24" \| \| \| 6è \| Gino Mäder \| Bahrain Victorious \| + 28" \| \| \| 7è \| Romain Bardet \| Team DSM \| + 30" \| \| \| 8è \| Pàvel Sivakov \| Ineos Grenadiers \| + 38" \| \| \| 9è \| Matteo Jorgenson \| Movistar Team \| + 38" \| \| \| 10è \| Pierre Latour \| TotalEnergies \| + 53" \| \| |                  |                       |            |
| |                  |                       |            |
| Font: ProCyclingStats |                  |                       |            |
| Classificació de l'etapa |                  |                       |            |
| Corredor | Corredor         | Equip                 | Temps      |
| 1r | Tadej Pogačar    | UAE Team Emirates     | 3h 56' 08" |
| 2n | David Gaudu      | Groupama-FDJ          | + 2"       |
| 3r | Jonas Vingegaard | Jumbo-Visma           | + 6"       |
| 4t | Simon Yates      | Team Jayco AlUla      | + 19"      |
| 5è | Neilson Powless  | EF Education-EasyPost | + 24"      |
| 6è | Gino Mäder       | Bahrain Victorious    | + 28"      |
| 7è | Romain Bardet    | Team DSM              | + 30"      |
| 8è | Pàvel Sivakov    | Ineos Grenadiers      | + 38"      |
| 9è | Matteo Jorgenson | Movistar Team         | + 38"      |
| 10è | Pierre Latour    | TotalEnergies         | + 53"      |

| \| Classificació general \| Classificació general \| Classificació general \| Classificació general \| Classificació general \| \| Corredor \| Corredor \| Equip \| Temps \| \| \| --------------------- \| --------------------- \| --------------------- \| --------------------- \| --------------------- \| \| 1r \| Tadej Pogačar \| UAE Team Emirates \| 21h 10' 50" \| \| \| 2n \| David Gaudu \| Groupama-FDJ \| + 12" \| \| \| 3r \| Jonas Vingegaard \| Jumbo-Visma \| + 58" \| \| \| 4t \| Simon Yates \| Team Jayco AlUla \| + 1' 27" \| \| \| 5è \| Gino Mäder \| Bahrain Victorious \| + 1' 59" \| \| \| 6è \| Neilson Powless \| EF Education-EasyPost \| + 2' 20" \| \| \| 7è \| Romain Bardet \| Team DSM \| + 2' 22" \| \| \| 8è \| Matteo Jorgenson \| Movistar Team \| + 2' 32" \| \| \| 9è \| Pàvel Sivakov \| Ineos Grenadiers \| + 3' 08" \| \| \| 10è \| Pierre Latour \| TotalEnergies \| + 3' 17" \| \| |                  |                       |             |
| |                  |                       |             |
| Font: ProCyclingStats |                  |                       |             |
| Classificació general |                  |                       |             |
| Corredor | Corredor         | Equip                 | Temps       |
| 1r | Tadej Pogačar    | UAE Team Emirates     | 21h 10' 50" |
| 2n | David Gaudu      | Groupama-FDJ          | + 12"       |
| 3r | Jonas Vingegaard | Jumbo-Visma           | + 58"       |
| 4t | Simon Yates      | Team Jayco AlUla      | + 1' 27"    |
| 5è | Gino Mäder       | Bahrain Victorious    | + 1' 59"    |
| 6è | Neilson Powless  | EF Education-EasyPost | + 2' 20"    |
| 7è | Romain Bardet    | Team DSM              | + 2' 22"    |
| 8è | Matteo Jorgenson | Movistar Team         | + 2' 32"    |
| 9è | Pàvel Sivakov    | Ineos Grenadiers      | + 3' 08"    |
| 10è | Pierre Latour    | TotalEnergies         | + 3' 17"    |

### 8a etapa
Niça - Niça, 12 de març, 118,4 km
| \| Classificació de l'etapa \| Classificació de l'etapa \| Classificació de l'etapa \| Classificació de l'etapa \| Classificació de l'etapa \| \| Corredor \| Corredor \| Equip \| Temps \| \| \| ------------------------ \| ------------------------ \| ------------------------ \| ------------------------ \| ------------------------ \| \| 1r \| Tadej Pogačar \| UAE Team Emirates \| 2h 51' 02" \| \| \| 2n \| Jonas Vingegaard \| Jumbo-Visma \| + 33" \| \| \| 3r \| David Gaudu \| Groupama-FDJ \| + 33" \| \| \| 4t \| Simon Yates \| Team Jayco AlUla \| + 33" \| \| \| 5è \| Matteo Jorgenson \| Movistar Team \| + 33" \| \| \| 6è \| Neilson Powless \| EF Education-EasyPost \| + 43" \| \| \| 7è \| Pàvel Sivakov \| Ineos Grenadiers \| + 43" \| \| \| 8è \| Romain Bardet \| Team DSM \| + 43" \| \| \| 9è \| Jack Haig \| Bahrain Victorious \| + 43" \| \| \| 10è \| Gino Mäder \| Bahrain Victorious \| + 43" \| \| |                  |                       |            |
| |                  |                       |            |
| Font: ProCyclingStats |                  |                       |            |
| Classificació de l'etapa |                  |                       |            |
| Corredor | Corredor         | Equip                 | Temps      |
| 1r | Tadej Pogačar    | UAE Team Emirates     | 2h 51' 02" |
| 2n | Jonas Vingegaard | Jumbo-Visma           | + 33"      |
| 3r | David Gaudu      | Groupama-FDJ          | + 33"      |
| 4t | Simon Yates      | Team Jayco AlUla      | + 33"      |
| 5è | Matteo Jorgenson | Movistar Team         | + 33"      |
| 6è | Neilson Powless  | EF Education-EasyPost | + 43"      |
| 7è | Pàvel Sivakov    | Ineos Grenadiers      | + 43"      |
| 8è | Romain Bardet    | Team DSM              | + 43"      |
| 9è | Jack Haig        | Bahrain Victorious    | + 43"      |
| 10è | Gino Mäder       | Bahrain Victorious    | + 43"      |

## Classificacions finals

### Classificació general
| \| Classificació general \| Classificació general \| Classificació general \| Classificació general \| Classificació general \| \| Corredor \| Corredor \| Equip \| Temps \| \| \| --------------------- \| --------------------- \| --------------------- \| --------------------- \| --------------------- \| \| 1r \| Tadej Pogačar \| UAE Team Emirates \| 24h 01' 38" \| \| \| 2n \| David Gaudu \| Groupama-FDJ \| + 53" \| \| \| 3r \| Jonas Vingegaard \| Jumbo-Visma \| + 1' 39" \| \| \| 4t \| Simon Yates \| Team Jayco AlUla \| + 2' 14" \| \| \| 5è \| Gino Mäder \| Bahrain Victorious \| + 2' 56" \| \| \| 6è \| Neilson Powless \| EF Education-EasyPost \| + 3' 17" \| \| \| 7è \| Romain Bardet \| Team DSM \| + 3' 19" \| \| \| 8è \| Matteo Jorgenson \| Movistar Team \| + 3' 19" \| \| \| 9è \| Pàvel Sivakov \| Ineos Grenadiers \| + 4' 05" \| \| \| 10è \| Jack Haig \| Bahrain Victorious \| + 4' 56" \| \| |                  |                       |             |
| |                  |                       |             |
| Font: ProCyclingStats |                  |                       |             |
| Classificació general |                  |                       |             |
| Corredor | Corredor         | Equip                 | Temps       |
| 1r | Tadej Pogačar    | UAE Team Emirates     | 24h 01' 38" |
| 2n | David Gaudu      | Groupama-FDJ          | + 53"       |
| 3r | Jonas Vingegaard | Jumbo-Visma           | + 1' 39"    |
| 4t | Simon Yates      | Team Jayco AlUla      | + 2' 14"    |
| 5è | Gino Mäder       | Bahrain Victorious    | + 2' 56"    |
| 6è | Neilson Powless  | EF Education-EasyPost | + 3' 17"    |
| 7è | Romain Bardet    | Team DSM              | + 3' 19"    |
| 8è | Matteo Jorgenson | Movistar Team         | + 3' 19"    |
| 9è | Pàvel Sivakov    | Ineos Grenadiers      | + 4' 05"    |
| 10è | Jack Haig        | Bahrain Victorious    | + 4' 56"    |

| Classificació per punts | Classificació per punts | Classificació per punts | Classificació per punts | Classificació per punts |
| Corredor                | Corredor                | Equip                   | Punts                   |                         |
| ----------------------- | ----------------------- | ----------------------- | ----------------------- | ----------------------- |
| 1r                      | Tadej Pogačar           | UAE Team Emirates       | 65 pts                  |                         |
| 2n                      | David Gaudu             | Groupama-FDJ            | 41 pts                  |                         |
| 3r                      | Olav Kooij              | Jumbo-Visma             | 34 pts                  |                         |
| 4t                      | Jonas Vingegaard        | Jumbo-Visma             | 26 pts                  |                         |
| 5è                      | Simon Yates             | Team Jayco AlUla        | 16 pts                  |                         |
| 6è                      | Gino Mäder              | Bahrain Victorious      | 15 pts                  |                         |
| 7è                      | Neilson Powless         | EF Education-EasyPost   | 11 pts                  |                         |
| 8è                      | Romain Bardet           | Team DSM                | 11 pts                  |                         |
| 9è                      | Matteo Jorgenson        | Movistar Team           | 9 pts                   |                         |
| 10è                     | Magnus Cort Nielsen     | EF Education-EasyPost   | 9 pts                   |                         |

| Classificació per punts | Classificació per punts | Classificació per punts | Classificació per punts | Classificació per punts |
| Corredor                | Corredor                | Equip                   | Punts                   |                         |
| ----------------------- | ----------------------- | ----------------------- | ----------------------- | ----------------------- |
| 1r                      | Tadej Pogačar           | UAE Team Emirates       | 65 pts                  |                         |
| 2n                      | David Gaudu             | Groupama-FDJ            | 41 pts                  |                         |
| 3r                      | Olav Kooij              | Jumbo-Visma             | 34 pts                  |                         |
| 4t                      | Jonas Vingegaard        | Jumbo-Visma             | 26 pts                  |                         |
| 5è                      | Simon Yates             | Team Jayco AlUla        | 16 pts                  |                         |
| 6è                      | Gino Mäder              | Bahrain Victorious      | 15 pts                  |                         |
| 7è                      | Neilson Powless         | EF Education-EasyPost   | 11 pts                  |                         |
| 8è                      | Romain Bardet           | Team DSM                | 11 pts                  |                         |
| 9è                      | Matteo Jorgenson        | Movistar Team           | 9 pts                   |                         |
| 10è                     | Magnus Cort Nielsen     | EF Education-EasyPost   | 9 pts                   |                         |

| Classificació de la muntanya | Classificació de la muntanya | Classificació de la muntanya | Classificació de la muntanya | Classificació de la muntanya |
| Corredor                     | Corredor                     | Equip                        | Punts                        |                              |
| ---------------------------- | ---------------------------- | ---------------------------- | ---------------------------- | ---------------------------- |
| 1r                           | Jonas Gregaard Wilsly        | Uno-X Pro Cycling Team       | 45 pts                       |                              |
| 2n                           | Tadej Pogačar                | UAE Team Emirates            | 32 pts                       |                              |
| 3r                           | David Gaudu                  | Groupama-FDJ                 | 15 pts                       |                              |
| 4t                           | Pascal Eenkhoorn             | Lotto Dstny                  | 11 pts                       |                              |
| 5è                           | Wout Poels                   | Bahrain Victorious           | 10 pts                       |                              |
| 6è                           | David de la Cruz Melgarejo   | Astana Qazaqstan Team        | 9 pts                        |                              |
| 7è                           | Sandy Dujardin               | TotalEnergies                | 8 pts                        |                              |
| 8è                           | Jonas Vingegaard             | Jumbo-Visma                  | 5 pts                        |                              |
| 9è                           | Oliver Naesen                | AG2R Citroën Team            | 5 pts                        |                              |
| 10è                          | Anders Skaarseth             | Uno-X Pro Cycling Team       | 5 pts                        |                              |

| Classificació de la muntanya | Classificació de la muntanya | Classificació de la muntanya | Classificació de la muntanya | Classificació de la muntanya |
| Corredor                     | Corredor                     | Equip                        | Punts                        |                              |
| ---------------------------- | ---------------------------- | ---------------------------- | ---------------------------- | ---------------------------- |
| 1r                           | Jonas Gregaard Wilsly        | Uno-X Pro Cycling Team       | 45 pts                       |                              |
| 2n                           | Tadej Pogačar                | UAE Team Emirates            | 32 pts                       |                              |
| 3r                           | David Gaudu                  | Groupama-FDJ                 | 15 pts                       |                              |
| 4t                           | Pascal Eenkhoorn             | Lotto Dstny                  | 11 pts                       |                              |
| 5è                           | Wout Poels                   | Bahrain Victorious           | 10 pts                       |                              |
| 6è                           | David de la Cruz Melgarejo   | Astana Qazaqstan Team        | 9 pts                        |                              |
| 7è                           | Sandy Dujardin               | TotalEnergies                | 8 pts                        |                              |
| 8è                           | Jonas Vingegaard             | Jumbo-Visma                  | 5 pts                        |                              |
| 9è                           | Oliver Naesen                | AG2R Citroën Team            | 5 pts                        |                              |
| 10è                          | Anders Skaarseth             | Uno-X Pro Cycling Team       | 5 pts                        |                              |

| Classificació del millor jove | Classificació del millor jove | Classificació del millor jove | Classificació del millor jove | Classificació del millor jove |
| Corredor                      | Corredor                      | Equip                         | Temps                         |                               |
| ----------------------------- | ----------------------------- | ----------------------------- | ----------------------------- | ----------------------------- |
| 1r                            | Tadej Pogačar                 | UAE Team Emirates             | 24h 01' 38"                   |                               |
| 2n                            | Matteo Jorgenson              | Movistar Team                 | + 3' 19"                      |                               |
| 3r                            | Kévin Vauquelin               | Arkéa-Samsic                  | + 14' 52"                     |                               |
| 4t                            | Michel Ries                   | Arkéa-Samsic                  | + 35' 50"                     |                               |
| 5è                            | Anthon Charmig                | Uno-X Pro Cycling Team        | + 41' 20"                     |                               |
| 6è                            | Kevin Vermaerke               | Team DSM                      | + 43' 04"                     |                               |
| 7è                            | Clément Champoussin           | Arkéa-Samsic                  | + 43' 16"                     |                               |
| 8è                            | Matis Louvel                  | Arkéa-Samsic                  | + 51' 26"                     |                               |
| 9è                            | Matthew Dinham                | Team DSM                      | + 51' 48"                     |                               |
| 10è                           | Brent Van Moer                | Lotto Dstny                   | + 51' 48"                     |                               |

| Classificació del millor jove | Classificació del millor jove | Classificació del millor jove | Classificació del millor jove | Classificació del millor jove |
| Corredor                      | Corredor                      | Equip                         | Temps                         |                               |
| ----------------------------- | ----------------------------- | ----------------------------- | ----------------------------- | ----------------------------- |
| 1r                            | Tadej Pogačar                 | UAE Team Emirates             | 24h 01' 38"                   |                               |
| 2n                            | Matteo Jorgenson              | Movistar Team                 | + 3' 19"                      |                               |
| 3r                            | Kévin Vauquelin               | Arkéa-Samsic                  | + 14' 52"                     |                               |
| 4t                            | Michel Ries                   | Arkéa-Samsic                  | + 35' 50"                     |                               |
| 5è                            | Anthon Charmig                | Uno-X Pro Cycling Team        | + 41' 20"                     |                               |
| 6è                            | Kevin Vermaerke               | Team DSM                      | + 43' 04"                     |                               |
| 7è                            | Clément Champoussin           | Arkéa-Samsic                  | + 43' 16"                     |                               |
| 8è                            | Matis Louvel                  | Arkéa-Samsic                  | + 51' 26"                     |                               |
| 9è                            | Matthew Dinham                | Team DSM                      | + 51' 48"                     |                               |
| 10è                           | Brent Van Moer                | Lotto Dstny                   | + 51' 48"                     |                               |

| Classificació per equips | Classificació per equips | Classificació per equips | Classificació per equips |
| Equip                    | Equip                    | Temps                    |                          |
| ------------------------ | ------------------------ | ------------------------ | ------------------------ |
| 1r                       | Team Jayco AlUla         | 71h 18' 58"              |                          |
| 2n                       | Bahrain Victorious       | + 10' 12"                |                          |
| 3r                       | Groupama-FDJ             | + 16' 43"                |                          |
| 4t                       | AG2R Citroën Team        | + 20' 19"                |                          |
| 5è                       | Jumbo-Visma              | + 32' 09"                |                          |
| 6è                       | Ineos Grenadiers         | + 34' 02"                |                          |
| 7è                       | Movistar Team            | + 40' 51"                |                          |
| 8è                       | Intermarché-Circus-Wanty | + 48' 01"                |                          |
| 9è                       | Astana Qazaqstan Team    | + 49' 33"                |                          |
| 10è                      | Team DSM                 | + 51' 16"                |                          |

| Classificació per equips | Classificació per equips | Classificació per equips | Classificació per equips |
| Equip                    | Equip                    | Temps                    |                          |
| ------------------------ | ------------------------ | ------------------------ | ------------------------ |
| 1r                       | Team Jayco AlUla         | 71h 18' 58"              |                          |
| 2n                       | Bahrain Victorious       | + 10' 12"                |                          |
| 3r                       | Groupama-FDJ             | + 16' 43"                |                          |
| 4t                       | AG2R Citroën Team        | + 20' 19"                |                          |
| 5è                       | Jumbo-Visma              | + 32' 09"                |                          |
| 6è                       | Ineos Grenadiers         | + 34' 02"                |                          |
| 7è                       | Movistar Team            | + 40' 51"                |                          |
| 8è                       | Intermarché-Circus-Wanty | + 48' 01"                |                          |
| 9è                       | Astana Qazaqstan Team    | + 49' 33"                |                          |
| 10è                      | Team DSM                 | + 51' 16"                |                          |

## Evolució de les classificacions
| Etapa                  | Vencedor               | Classificació general | Classificació per punts | Classificació de la muntanya | Classificació dels joves | Classificació per equips | Premi de la combativitat |
| ---------------------- | ---------------------- | --------------------- | ----------------------- | ---------------------------- | ------------------------ | ------------------------ | ------------------------ |
| 1                      | Tim Merlier            | Tim Merlier           | Tim Merlier             | Neilson Powless              | Tadej Pogačar            | Trek-Segafredo           | Paul Ourselin            |
| 2                      | Mads Pedersen          | Mads Pedersen         | Mads Pedersen           | Jonas Gregaard               | Tadej Pogačar            | EF Education-EasyPost    | Jonas Gregaard           |
| 3                      | Team Jumbo-Visma       | Magnus Cort Nielsen   | Mads Pedersen           | Jonas Gregaard               | Kelland O'Brien          | Team Jumbo-Visma         | no entregat              |
| 4                      | Tadej Pogačar          | Tadej Pogačar         | Tadej Pogačar           | Jonas Gregaard               | Tadej Pogačar            | Team Jayco AlUla         | Lilian Calmejane         |
| 5                      | Olav Kooij             | Tadej Pogačar         | Mads Pedersen           | Jonas Gregaard               | Tadej Pogačar            | Team Jayco AlUla         | Sandy Dujardin           |
| 6                      | suspesa                | Tadej Pogačar         | Mads Pedersen           | Jonas Gregaard               | Tadej Pogačar            | Team Jayco AlUla         | suspesa                  |
| 7                      | Tadej Pogačar          | Tadej Pogačar         | Tadej Pogačar           | Jonas Gregaard               | Tadej Pogačar            | Team Jayco AlUla         | Kobe Goossens            |
| 8                      | Tadej Pogačar          | Tadej Pogačar         | Tadej Pogačar           | Jonas Gregaard               | Tadej Pogačar            | Team Jayco AlUla         | Wout Poels               |
| Classificacions finals | Classificacions finals | Tadej Pogačar         | Tadej Pogačar           | Jonas Gregaard               | Tadej Pogačar            | Team Jayco AlUla         | no entregat              |

## Llista de participants
| Jumbo-Visma TJV                                | Jumbo-Visma TJV            | Jumbo-Visma TJV |
| ---------------------------------------------- | -------------------------- | --------------- |
| Núm                                            | Ciclista                   | Pos             |
| 1                                              | Jonas Vingegaard (DEN)     | 3r              |
| 2                                              | Edoardo Affini (ITA)       | 94è             |
| 3                                              | Rohan Dennis (AUS)         | 85è             |
| 4                                              | Tobias Foss (NOR) (crono)  | 23è             |
| 5                                              | Olav Kooij (NED)           | 105è            |
| 6                                              | Jan Tratnik (SLO) (crono)  | 40è             |
| 7                                              | Nathan Van Hooydonck (BEL) | 52è             |
| Director esportiu: Marc Reef, Grischa Niermann |                            |                 |

| Team Jayco AlUla JAY                                 | Team Jayco AlUla JAY   | Team Jayco AlUla JAY |
| ---------------------------------------------------- | ---------------------- | -------------------- |
| Núm                                                  | Ciclista               | Pos                  |
| 11                                                   | Simon Yates (GBR)      | 4t                   |
| 12                                                   | Luke Durbridge (AUS)   | 80è                  |
| 13                                                   | Lucas Hamilton (AUS)   | 22è                  |
| 14                                                   | Chris Harper (AUS)     | 20è                  |
| 15                                                   | Michael Matthews (AUS) | DNF-7                |
| 16                                                   | Kelland O'Brien (AUS)  | 70è                  |
| 17                                                   | Matteo Sobrero (ITA)   | 29è                  |
| Director esportiu: David McPartland, Tristan Hoffman |                        |                      |

| Ineos Grenadiers IGD                                      | Ineos Grenadiers IGD         | Ineos Grenadiers IGD |
| --------------------------------------------------------- | ---------------------------- | -------------------- |
| Núm                                                       | Ciclista                     | Pos                  |
| 21                                                        | Daniel Martínez Poveda (COL) | 25è                  |
| 22                                                        | Omar Fraile Matarranz (ESP)  | DNF-8                |
| 23                                                        | Jhonatan Narváez Prado (ECU) | 43è                  |
| 24                                                        | Pàvel Sivakov (FRA)          | 9è                   |
| 25                                                        | Connor Swift (GBR)           | 92è                  |
| 26                                                        | Ben Swift (GBR)              | 59è                  |
| 27                                                        | Joshua Tarling (GBR)         | DNF-7                |
| Director esportiu: Steven Cummings, Xabier Zandio Echaide |                              |                      |

| UAE Team Emirates UAD                                 | UAE Team Emirates UAD                    | UAE Team Emirates UAD |
| ----------------------------------------------------- | ---------------------------------------- | --------------------- |
| Núm                                                   | Ciclista                                 | Pos                   |
| 31                                                    | Tadej Pogačar (SLO)                      | 1r                    |
| 32                                                    | Rui Oliveira (POR)                       | 93è                   |
| 33                                                    | Mikkel Bjerg (DEN)                       | 68è                   |
| 34                                                    | Felix Großschartner (AUT) (ruta i crono) | 54è                   |
| 35                                                    | Domen Novak (SLO)                        | 77è                   |
| 36                                                    | Matteo Trentin (ITA)                     | 95è                   |
| 37                                                    | Tim Wellens (BEL)                        | 79è                   |
| Director esportiu: Andrej Hauptman, Simone Pedrazzini |                                          |                       |

| Bora-Hansgrohe BOH                        | Bora-Hansgrohe BOH          | Bora-Hansgrohe BOH |
| ----------------------------------------- | --------------------------- | ------------------ |
| Núm                                       | Ciclista                    | Pos                |
| 41                                        | Maximilian Schachmann (GER) | NP-7               |
| 42                                        | Sam Bennett (IRL)           | NP-7               |
| 43                                        | Marco Haller (AUT)          | 71è                |
| 44                                        | Bob Jungels (LUX) (crono)   | 19è                |
| 45                                        | Ryan Mullen (IRL)           | 112è               |
| 46                                        | Nils Politt (GER) (ruta)    | 45è                |
| 47                                        | Danny van Poppel (NED)      | DNF-8              |
| Director esportiu: Rolf Aldag, Jens Zemke |                             |                    |

| Team DSM DSM                                | Team DSM DSM          | Team DSM DSM |
| ------------------------------------------- | --------------------- | ------------ |
| Núm                                         | Ciclista              | Pos          |
| 51                                          | Romain Bardet (FRA)   | 7è           |
| 52                                          | Pavel Bittner (CZE)   | 101è         |
| 53                                          | John Degenkolb (GER)  | 84è          |
| 54                                          | Matthew Dinham (AUS)  | 57è          |
| 55                                          | Nils Eekhoff (NED)    | 116è         |
| 56                                          | Chris Hamilton (AUS)  | 34è          |
| 57                                          | Kevin Vermaerke (USA) | 47è          |
| Director esportiu: Phil West, Joey van Rhee |                       |              |

| Groupama-FDJ GFC                                    | Groupama-FDJ GFC          | Groupama-FDJ GFC |
| --------------------------------------------------- | ------------------------- | ---------------- |
| Núm                                                 | Ciclista                  | Pos              |
| 61                                                  | David Gaudu (FRA)         | 2n               |
| 62                                                  | Arnaud Démare (FRA)       | DNF-8            |
| 63                                                  | Kevin Geniets (LUX)       | 26è              |
| 64                                                  | Ignatas Konovalovas (LTU) | DNF-8            |
| 65                                                  | Stefan Küng (SUI)         | 32è              |
| 66                                                  | Rudy Molard (FRA)         | 17è              |
| 67                                                  | Miles Scotson (AUS)       | DNF-8            |
| Director esportiu: Sébastien Joly, Philippe Mauduit |                           |                  |

| Bahrain Victorious TBV                                      | Bahrain Victorious TBV | Bahrain Victorious TBV |
| ----------------------------------------------------------- | ---------------------- | ---------------------- |
| Núm                                                         | Ciclista               | Pos                    |
| 71                                                          | Jack Haig (AUS)        | 10è                    |
| 72                                                          | Kamil Gradek (POL)     | 110è                   |
| 73                                                          | Filip Maciejuk (POL)   | 115è                   |
| 74                                                          | Gino Mäder (SUI)       | 5è                     |
| 75                                                          | Jonathan Milan (ITA)   | DNF-4                  |
| 76                                                          | Wout Poels (NED)       | 27è                    |
| 77                                                          | Fred Wright (GBR)      | 67è                    |
| Director esportiu: Xavier Florencio Cabré, Enrico Poitschke |                        |                        |

| Cofidis COF                                                   | Cofidis COF                   | Cofidis COF |
| ------------------------------------------------------------- | ----------------------------- | ----------- |
| Núm                                                           | Ciclista                      | Pos         |
| 81                                                            | Ion Izagirre Insausti (ESP)   | 21è         |
| 82                                                            | Bryan Coquard (FRA)           | 90è         |
| 83                                                            | Rubén Fernández Andújar (ESP) | DNF-7       |
| 84                                                            | Simon Geschke (GER)           | 49è         |
| 85                                                            | Alexis Renard (FRA)           | 97è         |
| 86                                                            | Benjamin Thomas (FRA)         | DNF-4       |
| 87                                                            | Max Walscheid (GER)           | NP-5        |
| Director esportiu: Bingen Fernández Bustintza, Alain Deloeuil |                               |             |

| AG2R Citroën Team ACT                              | AG2R Citroën Team ACT        | AG2R Citroën Team ACT |
| -------------------------------------------------- | ---------------------------- | --------------------- |
| Núm                                                | Ciclista                     | Pos                   |
| 91                                                 | Aurélien Paret-Peintre (FRA) | 11è                   |
| 92                                                 | Clément Berthet (FRA)        | 15è                   |
| 93                                                 | Mikaël Cherel (FRA)          | 66è                   |
| 94                                                 | Stan Dewulf (BEL)            | 51è                   |
| 95                                                 | Dorian Godon (FRA)           | 38è                   |
| 96                                                 | Oliver Naesen (BEL)          | 41è                   |
| 97                                                 | Lawrence Warbasse (USA)      | 36è                   |
| Director esportiu: Stéphane Goubert, Julien Jurdie |                              |                       |

| EF Education-EasyPost EFE                          | EF Education-EasyPost EFE | EF Education-EasyPost EFE |
| -------------------------------------------------- | ------------------------- | ------------------------- |
| Núm                                                | Ciclista                  | Pos                       |
| 101                                                | Neilson Powless (USA)     | 6è                        |
| 102                                                | Stefan Bissegger (SUI)    | 72è                       |
| 103                                                | Owain Doull (GBR)         | 63è                       |
| 104                                                | Magnus Cort Nielsen (DEN) | 61è                       |
| 105                                                | Andrea Piccolo (ITA)      | NP-5                      |
| 106                                                | Thomas Scully (NZL)       | 102è                      |
| 107                                                | Marijn van den Berg (NED) | NP-5                      |
| Director esportiu: Andreas Klier, Charles Wegelius |                           |                           |

| Arkéa-Samsic ARK                           | Arkéa-Samsic ARK          | Arkéa-Samsic ARK |
| ------------------------------------------ | ------------------------- | ---------------- |
| Núm                                        | Ciclista                  | Pos              |
| 111                                        | Kévin Vauquelin (FRA)     | 18è              |
| 112                                        | Clément Champoussin (FRA) | 48è              |
| 113                                        | David Dekker (NED)        | DNF-8            |
| 114                                        | Thibault Guernalec (FRA)  | 117è             |
| 115                                        | Matis Louvel (FRA)        | 56è              |
| 116                                        | Daniel McLay (GBR)        | DNF-7            |
| 117                                        | Michel Ries (LUX)         | 37è              |
| Director esportiu: Yvon Caër, Roger Tréhin |                           |                  |

| Movistar Team MOV                                      | Movistar Team MOV                 | Movistar Team MOV |
| ------------------------------------------------------ | --------------------------------- | ----------------- |
| Núm                                                    | Ciclista                          | Pos               |
| 121                                                    | Matteo Jorgenson (USA)            | 8è                |
| 122                                                    | Imanol Erviti Ollo (ESP)          | 81è               |
| 123                                                    | Iván García Cortina (ESP)         | 64è               |
| 124                                                    | Gorka Izagirre Insausti (ESP)     | 33è               |
| 125                                                    | Mathias Norsgaard Jørgensen (DEN) | 88è               |
| 126                                                    | Max Kanter (GER)                  | 106è              |
| 127                                                    | Gregor Mühlberger (AUT)           | 31è               |
| Director esportiu: Yvon Ledanois, Iván Velasco Murillo |                                   |                   |

| Trek-Segafredo TFS                              | Trek-Segafredo TFS      | Trek-Segafredo TFS |
| ----------------------------------------------- | ----------------------- | ------------------ |
| Núm                                             | Ciclista                | Pos                |
| 131                                             | Mattias Skjelmose (DEN) | DNF-7              |
| 132                                             | Julien Bernard (FRA)    | 39è                |
| 133                                             | Daan Hoole (NED)        | DNF-7              |
| 134                                             | Alex Kirsch (LUX)       | DNF-7              |
| 135                                             | Jacopo Mosca (ITA)      | 109è               |
| 136                                             | Mads Pedersen (DEN)     | DNF-7              |
| 137                                             | Otto Vergaerde (BEL)    | DNF-8              |
| Director esportiu: Steven de Jong, Grégory Rast |                         |                    |

| Soudal Quick-Step SOQ                         | Soudal Quick-Step SOQ         | Soudal Quick-Step SOQ |
| --------------------------------------------- | ----------------------------- | --------------------- |
| Núm                                           | Ciclista                      | Pos                   |
| 141                                           | Tim Merlier (BEL) (ruta)      | NP-8                  |
| 142                                           | Kasper Asgreen (DEN)          | DNF-7                 |
| 143                                           | Rémi Cavagna (FRA)            | 35è                   |
| 144                                           | Tim Declercq (BEL)            | 73è                   |
| 145                                           | Yves Lampaert (BEL)           | 50è                   |
| 146                                           | Mauro Schmid (SUI)            | NP-3                  |
| 147                                           | Florian Sénéchal (FRA) (ruta) | 83è                   |
| Director esportiu: Klaas Lodewyck, Tom Steels |                               |                       |

| Lotto Dstny LTD                                   | Lotto Dstny LTD               | Lotto Dstny LTD |
| ------------------------------------------------- | ----------------------------- | --------------- |
| Núm                                               | Ciclista                      | Pos             |
| 151                                               | Arnaud De Lie (BEL)           | NP-7            |
| 152                                               | Cedric Beullens (BEL)         | 82è             |
| 153                                               | Thomas De Gendt (BEL)         | DNF-7           |
| 154                                               | Pascal Eenkhoorn (NED) (ruta) | 28è             |
| 155                                               | Jacopo Guarnieri (ITA)        | 98è             |
| 156                                               | Harry Sweeny (AUS)            | 62è             |
| 157                                               | Brent Van Moer (BEL)          | 58è             |
| Director esportiu: Maxime Monfort, Cherie Pridham |                               |                 |

| TotalEnergies TEN                                      | TotalEnergies TEN          | TotalEnergies TEN |
| ------------------------------------------------------ | -------------------------- | ----------------- |
| Núm                                                    | Ciclista                   | Pos               |
| 161                                                    | Pierre Latour (FRA)        | 14è               |
| 162                                                    | Edvald Boasson Hagen (NOR) | 42è               |
| 163                                                    | Jérémy Cabot (FRA)         | 89è               |
| 164                                                    | Sandy Dujardin (FRA)       | 75è               |
| 165                                                    | Alan Jousseaume (FRA)      | 78è               |
| 166                                                    | Paul Ourselin (FRA)        | 69è               |
| 167                                                    | Anthony Turgis (FRA)       | 113è              |
| Director esportiu: Dominique Arnould, Benoît Génauzeau |                            |                   |

| Alpecin-Deceuninck ADC                                | Alpecin-Deceuninck ADC     | Alpecin-Deceuninck ADC |
| ----------------------------------------------------- | -------------------------- | ---------------------- |
| Núm                                                   | Ciclista                   | Pos                    |
| 171                                                   | Søren Kragh Andersen (DEN) | 44è                    |
| 172                                                   | Maurice Ballerstedt (GER)  | DNF-7                  |
| 173                                                   | Kaden Groves (AUS)         | 91è                    |
| 174                                                   | Senne Leysen (BEL)         | 111è                   |
| 175                                                   | Jason Osborne (GER)        | NP-8                   |
| 176                                                   | Edward Planckaert (BEL)    | 99è                    |
| 177                                                   | Lionel Taminiaux (BEL)     | 107è                   |
| Director esportiu: Frederik Willems, Preben Van Hecke |                            |                        |

| Intermarché-Circus-Wanty ICW                       | Intermarché-Circus-Wanty ICW | Intermarché-Circus-Wanty ICW |
| -------------------------------------------------- | ---------------------------- | ---------------------------- |
| Núm                                                | Ciclista                     | Pos                          |
| 181                                                | Lilian Calmejane (FRA)       | 16è                          |
| 182                                                | Aimé De Gendt (BEL)          | 86è                          |
| 183                                                | Kobe Goossens (BEL)          | 13è                          |
| 184                                                | Arne Marit (BEL)             | 96è                          |
| 185                                                | Hugo Page (FRA)              | 103è                         |
| 186                                                | Baptiste Planckaert (BEL)    | 87è                          |
| 187                                                | Taco van der Hoorn (NED)     | 104è                         |
| Director esportiu: Laurenzo Lapage, Steven De Neef |                              |                              |

| Astana Qazaqstan Team AST                           | Astana Qazaqstan Team AST        | Astana Qazaqstan Team AST |
| --------------------------------------------------- | -------------------------------- | ------------------------- |
| Núm                                                 | Ciclista                         | Pos                       |
| 191                                                 | Luis León Sánchez Gil (ESP)      | 24è                       |
| 192                                                 | Cees Bol (NED)                   | DNF-8                     |
| 193                                                 | David de la Cruz Melgarejo (ESP) | 12è                       |
| 194                                                 | Dmitri Grúzdev (KAZ)             | 114è                      |
| 195                                                 | Davide Martinelli (ITA)          | DNF-7                     |
| 196                                                 | Vadim Pronskiy (KAZ)             | 100è                      |
| 197                                                 | Javier Romo (ESP)                | 60è                       |
| Director esportiu: Dmitri Fofónov, Bruno Cenghialta |                                  |                           |

| Israel-Premier Tech IPT                        | Israel-Premier Tech IPT | Israel-Premier Tech IPT |
| ---------------------------------------------- | ----------------------- | ----------------------- |
| Núm                                            | Ciclista                | Pos                     |
| 201                                            | Hugo Houle (CAN)        | 30è                     |
| 202                                            | Sebastian Berwick (AUS) | DNF-7                   |
| 203                                            | Taj Jones (AUS)         | NP-7                    |
| 204                                            | Guy Sagiv (ISR)         | NP-7                    |
| 205                                            | Nick Schultz (AUS)      | 53è                     |
| 206                                            | Tom Van Asbroeck (BEL)  | NP-7                    |
| 207                                            | Stephen Williams (GBR)  | DNF-7                   |
| Director esportiu: Óscar Guerrero, Rene Mandri |                         |                         |

| Uno-X Pro Cycling Team UXT                              | Uno-X Pro Cycling Team UXT  | Uno-X Pro Cycling Team UXT |
| ------------------------------------------------------- | --------------------------- | -------------------------- |
| Núm                                                     | Ciclista                    | Pos                        |
| 211                                                     | Alexander Kristoff (NOR)    | 108è                       |
| 212                                                     | Anthon Charmig (DEN)        | 46è                        |
| 213                                                     | Erik Nordsæter Resell (NOR) | 74è                        |
| 214                                                     | Anders Skaarseth (NOR)      | 65è                        |
| 215                                                     | Rasmus Tiller (NOR) (ruta)  | 55è                        |
| 216                                                     | Søren Wærenskjold (NOR)     | DNF-7                      |
| 217                                                     | Jonas Gregaard Wilsly (DEN) | 76è                        |
| Director esportiu: Stig Kristiansen, Christian Andersen |                             |                            |

| Jumbo-Visma TJV                                | Jumbo-Visma TJV            | Jumbo-Visma TJV |
| ---------------------------------------------- | -------------------------- | --------------- |
| Núm                                            | Ciclista                   | Pos             |
| 1                                              | Jonas Vingegaard (DEN)     | 3r              |
| 2                                              | Edoardo Affini (ITA)       | 94è             |
| 3                                              | Rohan Dennis (AUS)         | 85è             |
| 4                                              | Tobias Foss (NOR) (crono)  | 23è             |
| 5                                              | Olav Kooij (NED)           | 105è            |
| 6                                              | Jan Tratnik (SLO) (crono)  | 40è             |
| 7                                              | Nathan Van Hooydonck (BEL) | 52è             |
| Director esportiu: Marc Reef, Grischa Niermann |                            |                 |

| Team Jayco AlUla JAY                                 | Team Jayco AlUla JAY   | Team Jayco AlUla JAY |
| ---------------------------------------------------- | ---------------------- | -------------------- |
| Núm                                                  | Ciclista               | Pos                  |
| 11                                                   | Simon Yates (GBR)      | 4t                   |
| 12                                                   | Luke Durbridge (AUS)   | 80è                  |
| 13                                                   | Lucas Hamilton (AUS)   | 22è                  |
| 14                                                   | Chris Harper (AUS)     | 20è                  |
| 15                                                   | Michael Matthews (AUS) | DNF-7                |
| 16                                                   | Kelland O'Brien (AUS)  | 70è                  |
| 17                                                   | Matteo Sobrero (ITA)   | 29è                  |
| Director esportiu: David McPartland, Tristan Hoffman |                        |                      |

| Ineos Grenadiers IGD                                      | Ineos Grenadiers IGD         | Ineos Grenadiers IGD |
| --------------------------------------------------------- | ---------------------------- | -------------------- |
| Núm                                                       | Ciclista                     | Pos                  |
| 21                                                        | Daniel Martínez Poveda (COL) | 25è                  |
| 22                                                        | Omar Fraile Matarranz (ESP)  | DNF-8                |
| 23                                                        | Jhonatan Narváez Prado (ECU) | 43è                  |
| 24                                                        | Pàvel Sivakov (FRA)          | 9è                   |
| 25                                                        | Connor Swift (GBR)           | 92è                  |
| 26                                                        | Ben Swift (GBR)              | 59è                  |
| 27                                                        | Joshua Tarling (GBR)         | DNF-7                |
| Director esportiu: Steven Cummings, Xabier Zandio Echaide |                              |                      |

| UAE Team Emirates UAD                                 | UAE Team Emirates UAD                    | UAE Team Emirates UAD |
| ----------------------------------------------------- | ---------------------------------------- | --------------------- |
| Núm                                                   | Ciclista                                 | Pos                   |
| 31                                                    | Tadej Pogačar (SLO)                      | 1r                    |
| 32                                                    | Rui Oliveira (POR)                       | 93è                   |
| 33                                                    | Mikkel Bjerg (DEN)                       | 68è                   |
| 34                                                    | Felix Großschartner (AUT) (ruta i crono) | 54è                   |
| 35                                                    | Domen Novak (SLO)                        | 77è                   |
| 36                                                    | Matteo Trentin (ITA)                     | 95è                   |
| 37                                                    | Tim Wellens (BEL)                        | 79è                   |
| Director esportiu: Andrej Hauptman, Simone Pedrazzini |                                          |                       |

| Bora-Hansgrohe BOH                        | Bora-Hansgrohe BOH          | Bora-Hansgrohe BOH |
| ----------------------------------------- | --------------------------- | ------------------ |
| Núm                                       | Ciclista                    | Pos                |
| 41                                        | Maximilian Schachmann (GER) | NP-7               |
| 42                                        | Sam Bennett (IRL)           | NP-7               |
| 43                                        | Marco Haller (AUT)          | 71è                |
| 44                                        | Bob Jungels (LUX) (crono)   | 19è                |
| 45                                        | Ryan Mullen (IRL)           | 112è               |
| 46                                        | Nils Politt (GER) (ruta)    | 45è                |
| 47                                        | Danny van Poppel (NED)      | DNF-8              |
| Director esportiu: Rolf Aldag, Jens Zemke |                             |                    |

| Team DSM DSM                                | Team DSM DSM          | Team DSM DSM |
| ------------------------------------------- | --------------------- | ------------ |
| Núm                                         | Ciclista              | Pos          |
| 51                                          | Romain Bardet (FRA)   | 7è           |
| 52                                          | Pavel Bittner (CZE)   | 101è         |
| 53                                          | John Degenkolb (GER)  | 84è          |
| 54                                          | Matthew Dinham (AUS)  | 57è          |
| 55                                          | Nils Eekhoff (NED)    | 116è         |
| 56                                          | Chris Hamilton (AUS)  | 34è          |
| 57                                          | Kevin Vermaerke (USA) | 47è          |
| Director esportiu: Phil West, Joey van Rhee |                       |              |

| Groupama-FDJ GFC                                    | Groupama-FDJ GFC          | Groupama-FDJ GFC |
| --------------------------------------------------- | ------------------------- | ---------------- |
| Núm                                                 | Ciclista                  | Pos              |
| 61                                                  | David Gaudu (FRA)         | 2n               |
| 62                                                  | Arnaud Démare (FRA)       | DNF-8            |
| 63                                                  | Kevin Geniets (LUX)       | 26è              |
| 64                                                  | Ignatas Konovalovas (LTU) | DNF-8            |
| 65                                                  | Stefan Küng (SUI)         | 32è              |
| 66                                                  | Rudy Molard (FRA)         | 17è              |
| 67                                                  | Miles Scotson (AUS)       | DNF-8            |
| Director esportiu: Sébastien Joly, Philippe Mauduit |                           |                  |

| Bahrain Victorious TBV                                      | Bahrain Victorious TBV | Bahrain Victorious TBV |
| ----------------------------------------------------------- | ---------------------- | ---------------------- |
| Núm                                                         | Ciclista               | Pos                    |
| 71                                                          | Jack Haig (AUS)        | 10è                    |
| 72                                                          | Kamil Gradek (POL)     | 110è                   |
| 73                                                          | Filip Maciejuk (POL)   | 115è                   |
| 74                                                          | Gino Mäder (SUI)       | 5è                     |
| 75                                                          | Jonathan Milan (ITA)   | DNF-4                  |
| 76                                                          | Wout Poels (NED)       | 27è                    |
| 77                                                          | Fred Wright (GBR)      | 67è                    |
| Director esportiu: Xavier Florencio Cabré, Enrico Poitschke |                        |                        |

| Cofidis COF                                                   | Cofidis COF                   | Cofidis COF |
| ------------------------------------------------------------- | ----------------------------- | ----------- |
| Núm                                                           | Ciclista                      | Pos         |
| 81                                                            | Ion Izagirre Insausti (ESP)   | 21è         |
| 82                                                            | Bryan Coquard (FRA)           | 90è         |
| 83                                                            | Rubén Fernández Andújar (ESP) | DNF-7       |
| 84                                                            | Simon Geschke (GER)           | 49è         |
| 85                                                            | Alexis Renard (FRA)           | 97è         |
| 86                                                            | Benjamin Thomas (FRA)         | DNF-4       |
| 87                                                            | Max Walscheid (GER)           | NP-5        |
| Director esportiu: Bingen Fernández Bustintza, Alain Deloeuil |                               |             |

| AG2R Citroën Team ACT                              | AG2R Citroën Team ACT        | AG2R Citroën Team ACT |
| -------------------------------------------------- | ---------------------------- | --------------------- |
| Núm                                                | Ciclista                     | Pos                   |
| 91                                                 | Aurélien Paret-Peintre (FRA) | 11è                   |
| 92                                                 | Clément Berthet (FRA)        | 15è                   |
| 93                                                 | Mikaël Cherel (FRA)          | 66è                   |
| 94                                                 | Stan Dewulf (BEL)            | 51è                   |
| 95                                                 | Dorian Godon (FRA)           | 38è                   |
| 96                                                 | Oliver Naesen (BEL)          | 41è                   |
| 97                                                 | Lawrence Warbasse (USA)      | 36è                   |
| Director esportiu: Stéphane Goubert, Julien Jurdie |                              |                       |

| EF Education-EasyPost EFE                          | EF Education-EasyPost EFE | EF Education-EasyPost EFE |
| -------------------------------------------------- | ------------------------- | ------------------------- |
| Núm                                                | Ciclista                  | Pos                       |
| 101                                                | Neilson Powless (USA)     | 6è                        |
| 102                                                | Stefan Bissegger (SUI)    | 72è                       |
| 103                                                | Owain Doull (GBR)         | 63è                       |
| 104                                                | Magnus Cort Nielsen (DEN) | 61è                       |
| 105                                                | Andrea Piccolo (ITA)      | NP-5                      |
| 106                                                | Thomas Scully (NZL)       | 102è                      |
| 107                                                | Marijn van den Berg (NED) | NP-5                      |
| Director esportiu: Andreas Klier, Charles Wegelius |                           |                           |

| Arkéa-Samsic ARK                           | Arkéa-Samsic ARK          | Arkéa-Samsic ARK |
| ------------------------------------------ | ------------------------- | ---------------- |
| Núm                                        | Ciclista                  | Pos              |
| 111                                        | Kévin Vauquelin (FRA)     | 18è              |
| 112                                        | Clément Champoussin (FRA) | 48è              |
| 113                                        | David Dekker (NED)        | DNF-8            |
| 114                                        | Thibault Guernalec (FRA)  | 117è             |
| 115                                        | Matis Louvel (FRA)        | 56è              |
| 116                                        | Daniel McLay (GBR)        | DNF-7            |
| 117                                        | Michel Ries (LUX)         | 37è              |
| Director esportiu: Yvon Caër, Roger Tréhin |                           |                  |

| Movistar Team MOV                                      | Movistar Team MOV                 | Movistar Team MOV |
| ------------------------------------------------------ | --------------------------------- | ----------------- |
| Núm                                                    | Ciclista                          | Pos               |
| 121                                                    | Matteo Jorgenson (USA)            | 8è                |
| 122                                                    | Imanol Erviti Ollo (ESP)          | 81è               |
| 123                                                    | Iván García Cortina (ESP)         | 64è               |
| 124                                                    | Gorka Izagirre Insausti (ESP)     | 33è               |
| 125                                                    | Mathias Norsgaard Jørgensen (DEN) | 88è               |
| 126                                                    | Max Kanter (GER)                  | 106è              |
| 127                                                    | Gregor Mühlberger (AUT)           | 31è               |
| Director esportiu: Yvon Ledanois, Iván Velasco Murillo |                                   |                   |

| Trek-Segafredo TFS                              | Trek-Segafredo TFS      | Trek-Segafredo TFS |
| ----------------------------------------------- | ----------------------- | ------------------ |
| Núm                                             | Ciclista                | Pos                |
| 131                                             | Mattias Skjelmose (DEN) | DNF-7              |
| 132                                             | Julien Bernard (FRA)    | 39è                |
| 133                                             | Daan Hoole (NED)        | DNF-7              |
| 134                                             | Alex Kirsch (LUX)       | DNF-7              |
| 135                                             | Jacopo Mosca (ITA)      | 109è               |
| 136                                             | Mads Pedersen (DEN)     | DNF-7              |
| 137                                             | Otto Vergaerde (BEL)    | DNF-8              |
| Director esportiu: Steven de Jong, Grégory Rast |                         |                    |

| Soudal Quick-Step SOQ                         | Soudal Quick-Step SOQ         | Soudal Quick-Step SOQ |
| --------------------------------------------- | ----------------------------- | --------------------- |
| Núm                                           | Ciclista                      | Pos                   |
| 141                                           | Tim Merlier (BEL) (ruta)      | NP-8                  |
| 142                                           | Kasper Asgreen (DEN)          | DNF-7                 |
| 143                                           | Rémi Cavagna (FRA)            | 35è                   |
| 144                                           | Tim Declercq (BEL)            | 73è                   |
| 145                                           | Yves Lampaert (BEL)           | 50è                   |
| 146                                           | Mauro Schmid (SUI)            | NP-3                  |
| 147                                           | Florian Sénéchal (FRA) (ruta) | 83è                   |
| Director esportiu: Klaas Lodewyck, Tom Steels |                               |                       |

| Lotto Dstny LTD                                   | Lotto Dstny LTD               | Lotto Dstny LTD |
| ------------------------------------------------- | ----------------------------- | --------------- |
| Núm                                               | Ciclista                      | Pos             |
| 151                                               | Arnaud De Lie (BEL)           | NP-7            |
| 152                                               | Cedric Beullens (BEL)         | 82è             |
| 153                                               | Thomas De Gendt (BEL)         | DNF-7           |
| 154                                               | Pascal Eenkhoorn (NED) (ruta) | 28è             |
| 155                                               | Jacopo Guarnieri (ITA)        | 98è             |
| 156                                               | Harry Sweeny (AUS)            | 62è             |
| 157                                               | Brent Van Moer (BEL)          | 58è             |
| Director esportiu: Maxime Monfort, Cherie Pridham |                               |                 |

| TotalEnergies TEN                                      | TotalEnergies TEN          | TotalEnergies TEN |
| ------------------------------------------------------ | -------------------------- | ----------------- |
| Núm                                                    | Ciclista                   | Pos               |
| 161                                                    | Pierre Latour (FRA)        | 14è               |
| 162                                                    | Edvald Boasson Hagen (NOR) | 42è               |
| 163                                                    | Jérémy Cabot (FRA)         | 89è               |
| 164                                                    | Sandy Dujardin (FRA)       | 75è               |
| 165                                                    | Alan Jousseaume (FRA)      | 78è               |
| 166                                                    | Paul Ourselin (FRA)        | 69è               |
| 167                                                    | Anthony Turgis (FRA)       | 113è              |
| Director esportiu: Dominique Arnould, Benoît Génauzeau |                            |                   |

| Alpecin-Deceuninck ADC                                | Alpecin-Deceuninck ADC     | Alpecin-Deceuninck ADC |
| ----------------------------------------------------- | -------------------------- | ---------------------- |
| Núm                                                   | Ciclista                   | Pos                    |
| 171                                                   | Søren Kragh Andersen (DEN) | 44è                    |
| 172                                                   | Maurice Ballerstedt (GER)  | DNF-7                  |
| 173                                                   | Kaden Groves (AUS)         | 91è                    |
| 174                                                   | Senne Leysen (BEL)         | 111è                   |
| 175                                                   | Jason Osborne (GER)        | NP-8                   |
| 176                                                   | Edward Planckaert (BEL)    | 99è                    |
| 177                                                   | Lionel Taminiaux (BEL)     | 107è                   |
| Director esportiu: Frederik Willems, Preben Van Hecke |                            |                        |

| Intermarché-Circus-Wanty ICW                       | Intermarché-Circus-Wanty ICW | Intermarché-Circus-Wanty ICW |
| -------------------------------------------------- | ---------------------------- | ---------------------------- |
| Núm                                                | Ciclista                     | Pos                          |
| 181                                                | Lilian Calmejane (FRA)       | 16è                          |
| 182                                                | Aimé De Gendt (BEL)          | 86è                          |
| 183                                                | Kobe Goossens (BEL)          | 13è                          |
| 184                                                | Arne Marit (BEL)             | 96è                          |
| 185                                                | Hugo Page (FRA)              | 103è                         |
| 186                                                | Baptiste Planckaert (BEL)    | 87è                          |
| 187                                                | Taco van der Hoorn (NED)     | 104è                         |
| Director esportiu: Laurenzo Lapage, Steven De Neef |                              |                              |

| Astana Qazaqstan Team AST                           | Astana Qazaqstan Team AST        | Astana Qazaqstan Team AST |
| --------------------------------------------------- | -------------------------------- | ------------------------- |
| Núm                                                 | Ciclista                         | Pos                       |
| 191                                                 | Luis León Sánchez Gil (ESP)      | 24è                       |
| 192                                                 | Cees Bol (NED)                   | DNF-8                     |
| 193                                                 | David de la Cruz Melgarejo (ESP) | 12è                       |
| 194                                                 | Dmitri Grúzdev (KAZ)             | 114è                      |
| 195                                                 | Davide Martinelli (ITA)          | DNF-7                     |
| 196                                                 | Vadim Pronskiy (KAZ)             | 100è                      |
| 197                                                 | Javier Romo (ESP)                | 60è                       |
| Director esportiu: Dmitri Fofónov, Bruno Cenghialta |                                  |                           |

| Israel-Premier Tech IPT                        | Israel-Premier Tech IPT | Israel-Premier Tech IPT |
| ---------------------------------------------- | ----------------------- | ----------------------- |
| Núm                                            | Ciclista                | Pos                     |
| 201                                            | Hugo Houle (CAN)        | 30è                     |
| 202                                            | Sebastian Berwick (AUS) | DNF-7                   |
| 203                                            | Taj Jones (AUS)         | NP-7                    |
| 204                                            | Guy Sagiv (ISR)         | NP-7                    |
| 205                                            | Nick Schultz (AUS)      | 53è                     |
| 206                                            | Tom Van Asbroeck (BEL)  | NP-7                    |
| 207                                            | Stephen Williams (GBR)  | DNF-7                   |
| Director esportiu: Óscar Guerrero, Rene Mandri |                         |                         |

| Uno-X Pro Cycling Team UXT                              | Uno-X Pro Cycling Team UXT  | Uno-X Pro Cycling Team UXT |
| ------------------------------------------------------- | --------------------------- | -------------------------- |
| Núm                                                     | Ciclista                    | Pos                        |
| 211                                                     | Alexander Kristoff (NOR)    | 108è                       |
| 212                                                     | Anthon Charmig (DEN)        | 46è                        |
| 213                                                     | Erik Nordsæter Resell (NOR) | 74è                        |
| 214                                                     | Anders Skaarseth (NOR)      | 65è                        |
| 215                                                     | Rasmus Tiller (NOR) (ruta)  | 55è                        |
| 216                                                     | Søren Wærenskjold (NOR)     | DNF-7                      |
| 217                                                     | Jonas Gregaard Wilsly (DEN) | 76è                        |
| Director esportiu: Stig Kristiansen, Christian Andersen |                             |                            |